# 펀치 (음료)

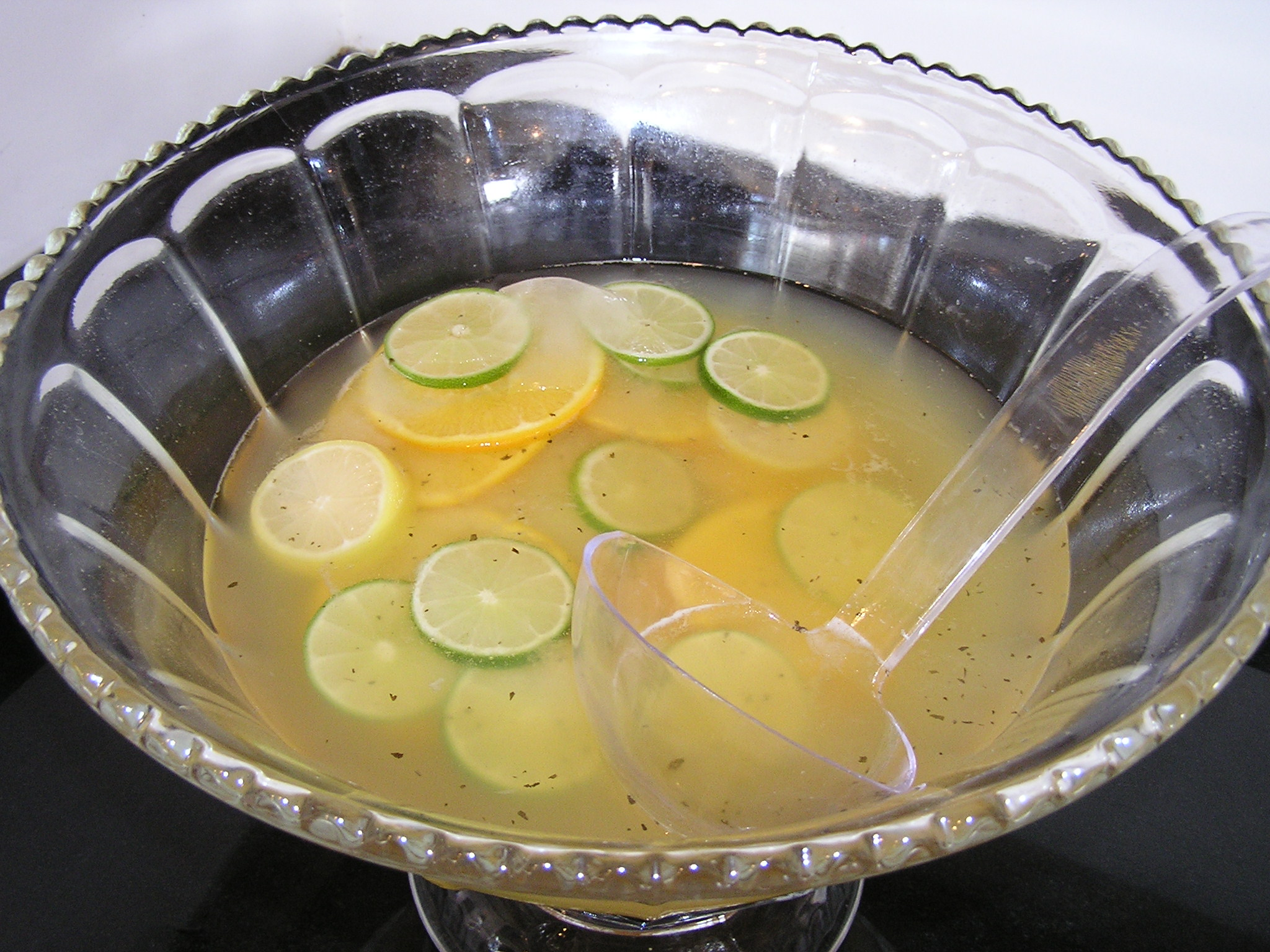
펀치

펀치(punch)는 파티용 과즙이다. 대개 차갑게 해서 마시며, 펀치볼에 담아 펀치글라스에 떠서 마신다. 과일 펀치는 두세 가지 자른 과일과 백포도주, 시럽, 탄산수, 레몬 즙, 얼음 등을 펀치글라스에 담아 설탕을 타서 거품을 낸 생크림을 얹어 먹는다.

## 같이 보기
- 수정과

## 참고 문헌
- Cross, Robert. The Classic 1000 Cocktails (1996), ISBN 0-572-02161-5